# Mario Dalla Tor
Mario Dalla Tor (Marcon, 19 gennaio 1956) è un politico italiano.

## Biografia
Inizia la carriera politica tra le file del Partito Socialista Italiano, ricoprendo la carica di consigliere comunale a Marcon dal 1985 al 1993.
Nel 1994 aderisce al movimento di Silvio Berlusconi Forza Italia, confluito nel 2009 nel Popolo della Libertà. Nel 2004 viene eletto al consiglio provinciale di Venezia. Dal 2009, sebbene non si fosse candidato alle amministrative di quell'anno, è vicepresidente della provincia di Venezia nella giunta guidata dalla leghista Francesca Zaccariotto, ottenendo anche le deleghe a pianificazione territoriale e urbanistica, caccia, Veneziani nel Mondo, sistema informativo geografico e Legge speciale per Venezia. È inoltre coordinatore del PdL di Venezia.
Alle elezioni politiche del 2013 viene eletto al Senato della Repubblica.
Il 16 novembre 2013, con la sospensione delle attività del Popolo della Libertà, aderisce al Nuovo Centrodestra guidato da Angelino Alfano e che nel 2017 si trasforma in Alternativa Popolare.
Alle elezioni politiche del 2018 è il candidato della coalizione di centro-sinistra, in quota Civica Popolare, nell’uninominale Veneto - 03, ma con il 19,51% viene sconfitto dalla leghista Ketty Fogliani (42,69%).